# 中江县
中江县在中国四川省中部，是德阳市下辖的一个县，距成都64公里，德阳35公里，绵阳45公里，是最靠近成德绵经济带的百万人口大县。

## 歷史
三国蜀汉时置五城县，隋改玄武县，宋真宗大中祥符五年（1012年）改为中江县。

## 行政区划
中江县下辖26个镇、4个乡：
凯江镇、南华镇、回龙镇、通济镇、永太镇、黄鹿镇、集凤镇、富兴镇、辑庆镇、兴隆镇、龙台镇、永安镇、玉兴镇、永兴镇、悦来镇、继光镇、仓山镇、广福镇、会龙镇、万福镇、普兴镇、联合镇、冯店镇、积金镇、太安镇、东北镇、柏树乡、白果乡、永丰乡和通山乡。

### 行政區划史
1952年末，有下列18区、128乡及3镇：
- 城关区：区署驻城关大西街，辖城关镇16个街人民政府。
- 南山区：区署驻南渡口，辖东山、南山、西山、北山、双石、捲洞、新坪7乡。
- 回龙区：区署驻回龙场，辖回龙、朝中、临江、悦来、太和、石安、璧山、通济、建新9乡。
- 永太区：区署设永太场，辖永太、杰兴、坭金、建民、光明、六松、双凤、龙金8乡。
- 青市区：区署驻青市场，辖青市、三合、建设、大坂、梨园、黄鹿、金锣、双柏8乡。
- 会棚区：区署驻会棚场，辖会棚、富兴、和平、新桥、新中、新丰6乡。
- 集凤区：区署驻集凤场，辖集凤、石泉、古店、石垭、隆兴、集新、合兴7乡。
- 辑庆区：区署驻辑庆场，辖辑庆、兴隆、禾丰、兴安、平桥、富顺、新民、中兴、清河、永远10乡。
- 龙台区：区署驻大镇，辖大镇、龙台、永安、高店、隆盛、望云、柏林、金鱼、玉兴8乡1镇。
- 双龙区：区署驻双龙场，辖双龙、爱国、石笋、高兴、柴山、龙安、太平7乡。
- 永兴区：区署驻永兴场，辖永兴、茅店、三洞、甘柏、民主、白果、妙峰7乡。
- 通山区：区署驻通山场，辖通山、兴发、柏树、石马、大桥、马鞍、左会7乡。
- 广福区：区署驻广福场，辖广福、胜利、建中、高峰、梓潼、会龙、石龙7乡。
- 万福区：区署驻万福场，辖万福、群星、马祖、清凉、静安，文星、普兴、联合8乡。
- 仓山区：区署驻仓山镇，辖仓山镇、大华、骑龙、龙怀、华实、元兴、宝塔、永丰、谭受8乡1镇。
- 冯店区：区署驻冯店场，辖冯店、积金、玉华、石桥、李都、太安，新生7乡。
- 金顺区：区署驻金顺场，辖金顺、莲花、水平、蟠龙、生民、八一6乡。
- 全胜区：区署驻全胜场，辖全胜、良安、中和、三元、盛池，红泉、大堰，新华8乡。

1953年春，行政区划调整，经川北行署批准，金顺、全胜2区及所辖14乡、l38村归乐至县管辖；将原新中乡划出6个村归德阳县管辖，金锣乡划出3个村归罗江县管辖。年内又新增3乡。通山区署迁兴发场，改名兴发区，仍辖原7乡。县有16区、3镇、115乡。
1955年至1956年，农村合作化时期，基层行政区划变动较大：（1）撤销城关区，建置城关镇人民委员会，下辖16个居民委员会。（2）撤销南山区，东山，西山乡划归回龙区，南山乡划归辑庆区；同时，撤销北山、双石、捲洞、新坪乡。（3）回龙区撤销朝中、璧山、建新乡。（4）永太区撤销建民、光明、龙金乡、（5）撤销青市区，青市、三合、建设、黄鹿乡划归永太区；同时，撤销大坂、梨园、双柏乡。（6）撤销会棚区，会棚、富兴乡划归集凤区，和平乡划归永太区；同时，撤销新丰、新桥、建兴乡（1953年新建）。（7）集凤区，将合兴乡划归辑庆区，同时撤销石垭乡。（8）辑庆区撤销禾丰、兴安、平桥、富顺、新民、永远乡。（9）龙台区撤销龙安、金鱼、新兴（1953年新建）、隆盛、望云乡。（lO）撤销双龙区，双龙、龙安乡划归龙台区，太平乡划归辑庆区，石笋乡划归永兴区。（11）龙台区撤销爱国、高兴、柴山乡，太平乡划归辑庆区。（12）撤销永兴区，永兴、甘柏、石笋乡划归龙台区，民主、白果、妙峰乡划归广福区；同时，撤销茅店、三洞乡。（13）撤销兴发区，通山、兴发、继光、马鞍乡划归广福区，后兴发与继光合并称继光乡，柏树乡划归龙台区；同时撤销大桥、左会乡。（14）广福区，撤销胜利、建中、高峰乡。（15）撤销冯店区，冯店、李都、积金乡划归广福区，太安乡划归仓山区；同时，撤销新生、玉华、石桥乡。（16）撤销万福区，万福、普兴、联合乡划归仓山区；同时，撤销群星、马祖、清凉、静安、文星乡。（17）仓山区，撤销龙怀、宝塔、谭受乡。
1956年末，有7区63乡及3镇，除县辖城关镇外，各区、乡、镇名称是：（1）回龙区，辖回龙、通济、东山、西山、悦来、太和、临江、石安乡；（2）永太区，辖永太、双凤、黄鹿、青市、三合、建设、杰兴、和平、六松、坭金乡；（3）集凤区，辖集凤、石泉、古店、会棚、富兴、隆兴、集新乡；（4）辑庆区，辖辑庆、兴隆、南山、清河、中兴、太平、合兴乡；（5）龙台区，辖龙台、玉兴、永安、柏树、双龙、永兴、高店、甘柏、石笋、柏林乡和大镇；（6）广福区，辖广福、继光、冯店、李都、积金、妙峰、会龙、石龙、通山、马鞍、白果、民主乡；（7）仓山区，辖大华、永丰、普兴、元兴、万福、联合、骑龙、华实、太安乡和仓山镇。
此外，邻县边界地区个别村、社有少量零星调整。（l）划出部分：永太区原建民乡二、三两村划归三台县金石乡；原兴发区左会乡一、八两村划归三台县幸福乡；原万福区静安乡三、四村划归蓬溪县象山乡。（2）划入部分：三台县黎曙乡和新民乡有5个村划归本县黄鹿乡；三台县原柏树、白店、金龟乡9个村划归本县柏树乡。    
1957年，复建永兴区，辖永兴、甘柏、石笋、民主、白果、妙峰6乡。全县有8区共76乡、3镇。
1958年10月，实现人民公社化，年末有公社59个，永太全区为1个大型公社，城郊和仓山区出现联乡性公社。实行政、社合一，取消乡级政府机构。
1959年，新建城郊区，辖东山、北山、南渡、西山、坭金、新坪公社。全县有9区共71公社，3镇。1960年，区、社未变动。
1961年，增设3区：（l）恢复万福区，将原撤区时归属仓山区的的万福、清凉、普兴、联合4社回属万福区，重建马祖、群星、文星3公社，辖7公社。（2）重建冯店区．将撤区时并入广福区的冯店、李都、积金3公社和划归仓山区的太安公社又划回给冯店区，又将广福区的妙峰公社划入；并将积金公社划出一半面积，新建黄金公社，将冯店和太安公社部分大队划出，重建新生公社，辖7公社。（3）新建永安区，区公所设永安场，辖原龙台区的永安、高店、柏树、左会公社。由永安公社分村重建隆盛公社，又将回龙区璧山公社划归永安区，
辖6公社。全县共有12区、90公社、3镇。
在1950年至1961年期间，区乡行政区划变动较为频繁，曾建置和撤并区署l2个：城关区，1950年建，1956年撤；南山区，1952年建，1956年撤；三合区，1950年建，1952年撤；青市区，1952年建．1956年撤；会棚区，1952年建，1955年撤，双龙区，1950年建，1955年撤，永兴区，1952年建．1956年撤，1957年复建至今；永安区．1961年新建至今，通山区，1952年建，1953年撤；兴发区，1953年建1956年撤；万福区．1952年建，1956年撤，1961年复建至今．冯店区．1951年建，1956年撤，1961年复建至今。
1962年至1985年的24年中，基本稳定的12个区名称是：城郊（凯江）、回龙、永太、集凤、辑庆、龙台、永安、永兴（门）、广福、万福、仓山、冯店。
1981年，全县进行地名普查，按照上级文件规定，凡在一定区域内的区、乡名称相同或原名命名不当者要作适当变更，调整编号。全县变动区名3个，城郊区改为凯江区．迴龙（注：为便于排印，涉及1981年前迴龙均作回龙）区改为回龙区，永兴区改为永门区。公社名改换23个。坭金改为泥金．迴龙改为回龙，临江改为临津．石安改为石庙．三合改为子金，和平改为阳平，建设改为瓦店，兴隆改为兴隆场，清河改为清烈，太平改为白象，柏林改为林泉，永安改为长安，隆盛改为隆胜，永兴改为永门，民主改为铁佛．白果改为玉桂。马鞍改为马安，会龙改为岗石，胜利改为长胜，石龙改为金水，文星改为文明．联合改为联虹。新生改为保安，妙峰改为妙丰。1984年，公社改称乡，名称、建置未变。
1985年3月，撤销大华乡，并入仓山镇，由镇直接管辖原大华乡所属村组。年术．有12个区、1个县辖镇、2个区辖镇、89个乡。
1991年，中江县辖26个镇、21个乡： 凯江镇、仓山镇、龙台镇、辑庆镇、兴隆镇、广福镇、冯店镇、永太镇、黄鹿镇、永兴镇、回龙镇、永安镇、南华镇、双龙镇、玉兴镇、继光镇、会龙镇、积金镇、太安镇、通济镇、悦来镇、集凤镇、富兴镇、万福镇、普兴镇、联合镇、元兴乡、骑龙乡、永丰乡、华实乡、谭受乡、太平乡、清河乡、通山乡、石龙乡、李都乡、双凤乡、瓦店乡、青市乡、石笋乡、白果乡、民主乡、高店乡、柏树乡、会棚乡、古店乡、石泉乡。
2000年，李都乡改为李都镇。中江县共辖27个镇，20个乡。
2004年，中江县辖33个镇（凯江、仓山、龙台、辑庆、联合、永安、南华、集凤、万福、太安、兴隆、广福、冯店、永太、悦来、通济、玉兴、富兴、会龙、继光、黄鹿、永兴、回龙、双龙、积金、普兴、李都、坭金、杰兴、南山、中兴、南渡、东北）、24个乡（双凤、青市、瓦店、会棚、白果、民主、石龙、通山、古店、石泉、清河、骑龙、华实、太平、高店、柏树、石笋、元兴、永丰、谭受、石庙、合兴、柏林、宝塔）。
2006年，四川省人民政府（川府民政[2006]15号）批准：同意中江县乡镇行政区划建制由原来的33个镇、24个乡调整为29个镇、16个乡。具体批复如下：
- 原由市县批准设置的凯江、南华、龙台、仓山4个片区工委应予以撤销。
- 撤销坭金、中兴、李都、南渡4个镇和双凤、石庙、会棚、柏林、骑龙、宝塔、华实、谭受8个乡。
- 扩大11个乡镇的行政区域。
  - 将原坭金镇所属行政区域并入东北镇。东北镇人民政府驻魁山村。
  - 将原双凤乡所属行政区域并入永太镇。永太镇人民政府驻永太场。
  - 将原石庙乡所属行政区域并入回龙镇。回龙镇人民政府驻回龙场。
  - 将原南渡镇所属行政区域并入南华镇。南华镇人民政府驻龙华村。
  - 将原中兴镇所属行政区域并入辑庆镇。辑庆镇人民政府驻辑庆场。
  - 将原会棚乡所属行政区域并入富兴镇。富兴镇人民政府驻富兴场。
  - 将原柏林乡所属行政区域并入龙台镇。龙台镇人民政府驻龙台场。
  - 将原骑龙、宝塔、华实3个乡所属行政区域并入仓山镇。仓山镇人民政府驻胖子店场。
  - 将原李都镇所属行政区域并入冯店镇。
  - 将原谭受乡所属行政区域并入永丰乡。
  - 将富兴镇的天台村、永太镇的龙泉村所属行政区域并入瓦店乡。

调整后共辖29个镇、16个乡：凯江镇、南华镇、回龙镇、通济镇、永太镇、黄鹿镇、集凤镇、富兴镇、辑庆镇、兴隆镇、龙台镇、永安镇、双龙镇、玉兴镇、永兴镇、悦来镇、继光镇、仓山镇、广福镇、会龙镇、万福镇、普兴镇、联合镇、冯店镇、积金镇、太安镇、杰兴镇、南山镇、东北镇、古店乡、青市乡、瓦店乡、石泉乡、柏树乡、白果乡、清河乡、高店乡、石笋乡、太平乡、民主乡、永丰乡、元兴乡、通山乡、石龙乡、合兴乡。县人民政府驻凯江镇。

## 人口
根据第七次全国人口普查结果，2020 年 11 月 1 日零时，中江县人口的基本情况公布如下：全县常住人口为946019人，与2010年第六次全国人口普查相比，减少 240744 人，下降 20.29%，年平均下降 2.24%。

## 交通
中江交通便利，处于成都一小时经济圈，40分钟直达省会成都。 245国道、 350国道、 川西环线、 沪蓉高速公路 、 成德南高速公路、达成铁路、沪渝蓉高速铁路，中金快速通道、成都第三绕城高速公路穿境而过。

### 城市交通
规划建设“两环、两横、一纵、十放射”的城市道路交通体系。在县城内部将建成两横一纵的城市主干道；连接高速路出口至开发区的干道11公里；建成30座连接三江两岸的城市桥梁，完善沿江两岸道路等城市交通网络，形成方便市民出行的道路交通体系。同时，城市四周将形成与县城中心相连至德阳、绵阳、成都、金堂、广汉、三台、遂宁等十条通道。

#### 一二环路
市区一环路长约11公里，主要承担县城内交通的组织分流。宽40-50米，双向六车道（部分段双向八车道），沥青混凝土路面（部分水泥混凝土路面）。由北段（原浩淼大道）、东段（原玄武大道）、南段（凯江六桥-凯江九桥）、西段（凯江二桥-凯江六桥）组成。共计5座跨河大桥、2座上跨立交桥、4座下穿式隧道。
市区二环路长约20公里，主要承担对外交通的组织，确保快捷出入县城和车辆过境。宽40米，双向六车道，沥青混凝土路面（部分水泥混凝土路面）。由11段组成。共计4座跨河大桥，2座上跨立交桥。

#### 中江大道
中江大道是我县标准最高的城区大道，起于中江县南华镇鲁家湾接成德南高速公路中江互通式立交A匝道，止于中江县南华镇螺丝堰塘接中江县城区西环线，路线全长3.943公里。按城市Ⅰ级主干道（参照公路—Ⅰ级）双向6车道加双向4车道辅道建设；道路宽度：主车道1×3.5+2×3.75米、辅道6米、中央分隔带6米，两侧分隔带3米、人行道3米，路基控制红线宽度54米，绿线宽度100米，沥青砼路面结构。

## 中江城区
2011年，中江县城区建成区面积21平方千米，城区人口23万人。到2020年，城区建成区将达35平方千米，人口30万人，打造山水园林生态城市。中江县城市规划区命名方案新的城市规划将小东河改为东江，余家河改为西江。“三江”改造完工后，城市规划区内将形成40里长湖。他们还充分利用县城规划区内22座小山通过3到5年建设，建成22座森林公园或城市市民休闲中心绿地，在城市规划控制范围内拓展出数万亩的城市森林公园和绿地。

### 商业
中江县城入驻品牌有：
- 快餐店：肯德基 德克士
- 电器：苏宁电器
- 百货大楼：阳光盛源  洋洋百货

### 公园广场
公园广场一直是中江县城大型群众集会、文体活动的主要场所。2009年12月，中江决定投入2600余万元对公园广场进行全面改造，2010年4月28日工程正式动工。改造后的公园广场主要分为三大部分：绿化区、中心广场区和树阵休闲区。广场总面积21400平方米，其中，地上总面积16500平方米，包括道路、硬质铺装面积12300平方米，绿化面积4200平方米；地下停车场4900平方米，有停车位130余个。整个广场可同时满足6000余人休闲、健身。

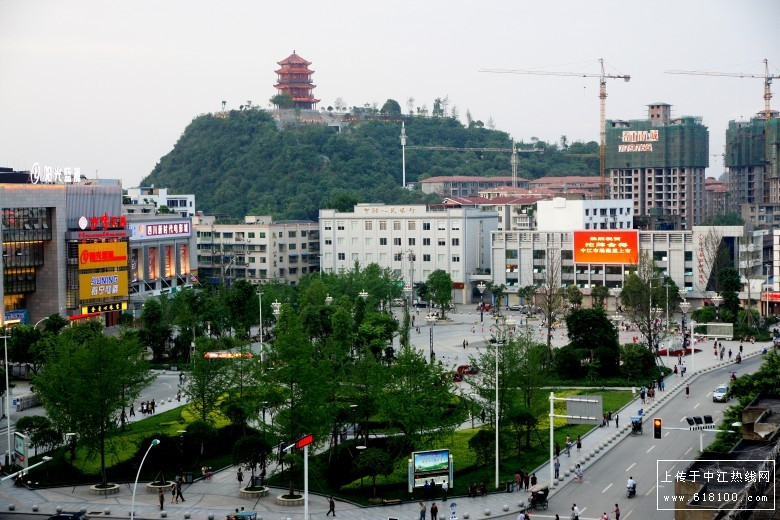
公园广场

## 文物保护单位
全国重点文物保护单位2处：中江北塔、塔梁子崖墓群。
省级文物保护单位17处：中江禹王宫帝主庙、中江南塔、彤华宫、董昭寺、通济文峰塔、南山凌家大院、永丰邓氏碉楼、回龙吴氏祠堂、中江玄武观、中江文庙、寿宁寺、中江镇江寺、五角寺、天平梁子崖墓群、柑桔梁子崖墓群、大旺寺摩崖造像、仓山城隍庙。

## 旅遊
- 白塔寺
- 西眉湖
- 黄鹿湖
- 黄继光纪念馆（国家AA级景区）
- 继光故里（国家AAA级景区）
- 中国芍药谷（国家AAAA级景区）

## 特产
- 中江白芍：中国地理标志产品。因其内心为白色，有“银心”白芍之称。
- 中江挂面（中江手工挂面）、中江丹参：中国地理标志产品。